# 25025 Joshuavo
A 25025 Joshuavo (ideiglenes jelöléssel 1998 QW20) a Naprendszer kisbolygóövében található aszteroida. A LINEAR projekt keretében fedezték fel 1998. augusztus 17-én.